# Диме Спасов
Диме Спасов (на македонска литературна норма: Диме Спасов) е политик от Северна Македония.

## Биография
Роден е на 7 май 1985 г. в град Скопие. Завършва Юридическия факултет на Скопския университет. Между 2006 и 2009 г. е служител по правните въпроси в държавно служба за управление на жилищната и търговската собственост на Република Македония. От 2010 до 2011 г. е директор на агенцията за младежта и спорта. Между 2011 и 2012 г. е държавен секретар в министерството на правосъдието. От декември 2012 до 29 май 2013 г. е помощник-директор в Агенцията за кадастър в Скопие. На 29 май 2013 г. е назначен за министър на труда и социалната политика на Република Македония.